# Fernando Miranda (ilustrador)
Fernando Miranda fue un dibujante e ilustrador español del siglo xix

## Biografía

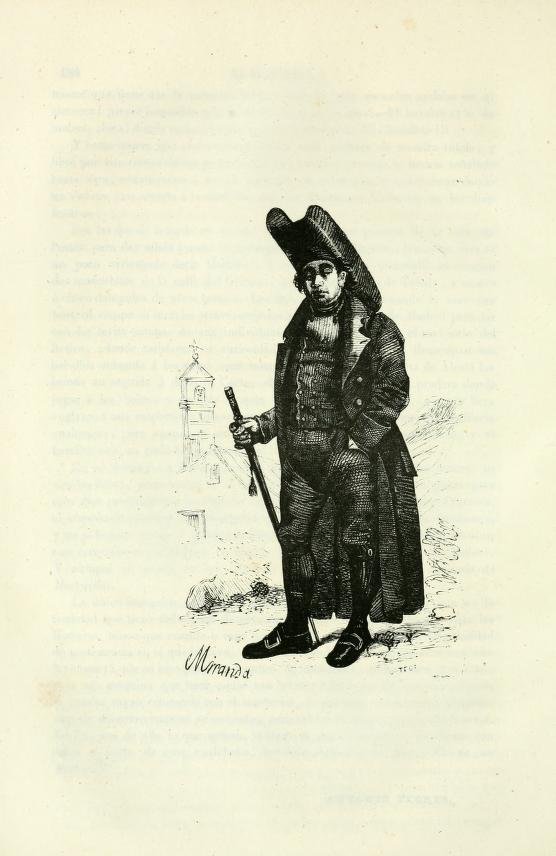
«El clérigo de misa y olla», en Los españoles pintados por sí mismos, 1843, dibujo de Fernando Miranda, grabado de Calixto Ortega.

Dedicado a la ilustración de obras y periódicos, fue considerado por Valeriano Bozal uno de los dibujantes más importantes de su época en el país.
Existen trabajos suyos en el Semanario Pintoresco Español, El Siglo Pintoresco, La Semana, El Cascabel, El Periódico Ilustrado, Los Sucesos, La Risa, La Carcajada o La Ilustración Española. También ilustró obras como El pabellón español, Galería regia, Estado Mayor del Ejército, El panorama español, Historia del Escorial, Historia de la Marina Española o Los españoles pintados por sí mismos, además de novelas como Doce españoles de brocha gorda, La plegaria de una madre, Las aves nocturnas, Memorias de un hechicero y El cuarto mandamiento, entre otras muchas.